# Annedore Dietze
Annedore Dietze (* 1. Mai 1972 in Großröhrsdorf) ist eine deutsche Malerin.

## Leben
Annedore Dietze machte ihr Abitur in Bischofswerda. Sie studierte von 1991 bis 1998 Malerei und Grafik  an der Hochschule für Bildende Künste Dresden, zuletzt als Meisterschülerin bei Ralf Kerbach und ging anschließend mit einem DAAD-Stipendium nach London. Am Chelsea College of Art and Design bekam sie 1999 den Master of Arts. Von 2007 bis 2009 war sie Gastprofessorin für Malereigrundlagen an der Hochschule für Bildende Künste Dresden.
Dietze lebt und arbeitet als freischaffende Künstlerin in Dresden und in Berlin.

## Auszeichnungen
- 1995: Bautzener Kunstpreis für Malerei[1]
- 1997: Bautzener Kunstpreis für Grafik[1]
- 1997 bis 1998: Sächsisches Landesstipendium des Ministeriums für Kunst und Kultur, Sachsen[1]
- 1998: Max-Ernst-Stipendium Brühl[1]
- 1998 und 2001: Arbeitsstipendium Stiftung Kulturfonds Berlin[2]
- 1998 bis 1999: Jahresstipendium des DAAD für Großbritannien[1]
- 2001: Arbeitsstipendium Stiftung Kulturfonds Berlin[1]
- 2003: Aufenthaltsstipendium Kunstverein Röderhof
- 2010: Wilhelm-Morgner-Preis Soest[1]
- 2010: Aufenthaltsstipendium der Akademie der Künste Berlin für die Villa Serpentara, Olevano[3][4]
- 2012: Förderankauf Städtische Galerie Dresden
- 2012: Förderankauf Kunstfonds Sachsen[5]
- 2019: Stipendium der Kommunalen Kulturförderung Dresden
- 2020: Förderankauf Kunstfonds Sachsen[6]
- 2022: Stipendium Kulturstiftung Schloss Wiepersdorf

## Einzelausstellungen (Auswahl)
- 2001: Homo homini, Galerie Rafael Vostell, Berlin[2]
- 2006: Sweat, KFA Galerie, Berlin
- 2007: Body and Beast, KFA Galerie, Berlin
- 2009: Litter, Galerie Pankow, Berlin
- 2010: Annedore Dietze, Galerie Mühlfeld & Stohrer, Frankfurt am Main
- 2010: Rumors, Galerie Brennecke, Berlin
- 2011: One-Artist-Show, ART Karlsruhe, Galerie Mühlfeld & Stohrer, Frankfurt am Main
- 2012: Kanuten, Projektraum Städtische Galerie Dresden[7]
- 2015: Willkommen, Galerie Sybille Nütt, Dresden
- 2016: Rumble in the Jungle, Pavillon am Milchhof, Berlin
- 2017: Planet Peony, Kunstverein Bautzen
- 2019: Corpus, Städtische Galerie Dresden[8]
- 2020: Schöne alte Heimat, Kunstsammlung Lausitz, Museum Senftenberg[9]
- 2020: Segment H, Showroom Künstlerhaus Bethanien, Berlin
- 2023: Do not be childish, Knust Kunz Gallery Editions, München